# Bedřich Hamsa
Bedřich Hamsa (* 25. října 1965, Praha) je bývalý český fotbalista, útočník.

## Fotbalová kariéra
Na vojně hrál druhou ligu za VTJ Žatec, v nejvyšší soutěži debutoval 17. srpna 1987 v dresu Slavie Praha v pondělní dohrávce 1. kola (Slavia – Trnava 2:1), dále hrál třetí a druhou ligu za TJ VCHZ Pardubice, poté opět v 1. lize za Bohemians Praha, Petru Drnovice (2. a 1. liga), FC LeRK Brno (2. liga), FK Teplice (2. liga), FK Ústí nad Labem (2. liga) a FC MUS Most.
V československé a české lize nastoupil v 82 utkáních a dal 12 gólů. Ve druhé lize zaznamenal více než 60 branek, stal se nejlepším střelcem 2. české fotbalové ligy 1994/95 s 22 góly.
Po skončení profesionální kariéry hrál za Čížovou, Průhonice, Zbuzany a Řeporyje, přičemž v období 2000 – 2002 působil v Německu.

## Ligová bilance
| Ročník                                   | Zápasy | Góly | Klub                       |
| ---------------------------------------- | ------ | ---- | -------------------------- |
| Česká národní fotbalová liga 1985/86     | 24     | 4    | VTJ Žatec                  |
| Česká národní fotbalová liga 1986/87     | 27     | 9    | VTJ Žatec                  |
| 1. československá fotbalová liga 1987/88 | 3      | 0    | Slavia Praha               |
| 2. česká národní fotbalová liga 1988/89  | -      | -    | TJ VCHZ Pardubice          |
| Česká národní fotbalová liga 1989/90     | -      | 10   | TJ VCHZ Pardubice          |
| 1. československá fotbalová liga 1989/90 | 11     | 1    | TJ Bohemians ČKD Praha     |
| 1. československá fotbalová liga 1990/91 | 27     | 2    | TJ Bohemians Praha         |
| 1. československá fotbalová liga 1991/92 | 15     | 5    | TJ Bohemians Praha         |
| Českomoravská fotbalová liga 1991/92     | -      | -    | FC Gera Drnovice           |
| Českomoravská fotbalová liga 1992/93     | -      | 15   | FC Gera Drnovice           |
| 1. česká fotbalová liga 1993/94          | 26     | 4    | FC Olpran / Petra Drnovice |
| 2. česká fotbalová liga 1994/95          | -      | 22   | FC LeRK Brno               |
| 2. česká fotbalová liga 1995/96          | 8      | 3    | FC LeRK Brno               |
| 2. česká fotbalová liga 1995/96          | 18     | 1    | FK Teplice                 |
| 2. česká fotbalová liga 1996/97          | 15     | 2    | FK GGS Arma Ústí nad Labem |
| CELKEM 1. LIGA                           | 82     | 12   |                            |